# Chrysomeloidea
Chrysomeloidea Latreille, 1802, è una superfamiglia dell'ordine dei Coleoptera (sottordine Polyphaga, infraordine Cucujiformia).

## Biologia
I Crisomeloidi sono in generale coleotteri fitofagi che si sviluppano sia da adulti sia allo stadio giovanile a spese di tessuti vegetali vari: steli erbacei, foglie, frutti, semi. Molte specie sono di grande interesse agrario o forestale, perché dannose alle essenze forestali, alle coltivazioni, alle derrate alimentari. La maggior parte di queste specie rientrano nella famiglia dei Crisomelidi (che prevalentemente attaccano le parti verdi di piante erbacee o legnose oppure i semi).

## Tassonomia
La superfamiglia Chrysomeloidea comprende le seguenti famiglie:
- Oxypeltidae Lacordaire, 1868
- Vesperidae Mulsant, 1839
- Disteniidae Thomson, 1861
- Cerambycidae Latreille, 1802
- Megalopodidae Latreille, 1802
- Orsodacnidae Thomson, 1859
- Chrysomelidae Latreille, 1802